# Талукдар, Зинатун Неса
Зинатун Неса Талукдар (бенг. জিন্নাতুন্নেছা তালুকদার, 1947, Дакка — 29 октября 2023, Дакка) — бангладешский политик, принадлежит к левоцентристской политической партии Авами лиг; бывший государственный министр начального и массового образования. Она также занимала должность государственного министра по делам женщин и детей. Она была одной из трёх женщин-министров из 43 министров в Первом кабинете шейха Хасины в 1996–2001 годах.
Талукдар была награждена национальной наградой — медалью Рокеи Бегум правительством Бангладеш в 2018 году.